# الدوري القطري للسيدات
دوري السيدات لكرة القدم القطري هو الدوري الرئيسي لكرة القدم النسائية في قطر. يضم الدوري حاليًا ستة فرق، ويُلعب بنظام الدوري من دور واحد، حيث يُتوَّج الفريق الحاصل على أكبر عدد من النقاط بطلًا للدوري.

## التاريخ
تأسس دوري السيدات لكرة القدم القطري عام 2012، وجرى تنظيمه بالتعاون بين لجنة رياضة المرأة القطرية والاتحاد القطري لكرة القدم، بهدف تعزيز وتطوير كرة القدم النسائية في قطر.

## الفرق
- السد
- الخور
- الغرافة
- قطر
- الأهلي
- الريان

## النتائج

### حسب الموسم
| الموسم  | البطل | الوصيف     | المركز الثالث | هداف البطولة      | الأهداف |
| ------- | ----- | ---------- | ------------- | ----------------- | ------- |
| 2020    | سشور  | لوسيل سيتي | قطر           | خلود الجاسم (قطر) | —       |
| 2021–22 | الخور | السد       | الغرافة       | سيسيليا (الغرافة) | 6       |
| 2022–23 | —     | —          | —             | —                 | —       |
| 2023–24 | —     | —          | —             | —                 | —       |

## وصلات خارجية
- الاتحاد القطري لكرة القدم